# 伊素美禾祖斯
伊素美禾祖斯(IJsselmeervogels) (荷蘭語發音：[ˌɛi̯.səl.ˈmɪːr.ˌvoː.ɣəls]) 是荷蘭一支業餘球會，曾7奪業餘聯賽冠軍，是荷蘭最成功的業餘球會。他們於1932年成立於烏德勒支，球會紅白顏色代表Bunschoten - Spakenburg，現時於荷丙參賽。

## 外部連結
- （荷兰文） 官網 （页面存档备份，存于）